# 오마구

오마 구의 위치

오마구(영어: Omagh District, 아일랜드어: Ceantar na hÓmaí)는 2015년까지 존재했던 북아일랜드의 옛 구였다. 행정 중심지는 오마이며 면적은 1,130km2, 인구는 52,900명(2010년 기준), 인구 밀도는 47명/km2이다.

## 구 정보
- 행정 중심지: 오마
- 면적: 1,130km2
- 인구: 52,900명 (2010년 기준)
- 인구 밀도: 47명/km2
- ISO 3166-2 코드: GB-OMH
- ONS 코드: 95K
- 종교 분포: 천주교 69.1%, 개신교 29.7%